# Rikard Nordraak
Rikard Nordraak (12. juni 1842 i Christiania – 20. marts 1866 i Berlin) var en norsk komponist. Han er best kendt for at have komponeret musikken til den norske nationalsang, som slog igennem i 1864.
Nordraak voksede op i St. Olavs Gate 27, i det som i dag er Humanismens Hus
Nordraak viste tidligt et musikalsk talent. 15 år gammel drog han til København for at gå på handelsskole, men forlod studierne til fordel for musikken, og fik undervisning af den danske sanger og komponist Carl Ludvig Gerlach. I 1859, 18 år gammel, rejste Nordraak til Berlin for at studere under Theodor Kullak og Friedrich Kiel, men måtte rejse hjem efter et halvt år. 
Tilbage i Christiania fik han undervisning i klaver og komposition af den tyske organist Rudolph Magnus. Senere boede han hovedsagelig i Berlin. Her lærte han pianistene Ida Lie og Erika Nissen Lie at kende, 
og den norske nationalsang blev inspireret af samværet med dem.
Nordraak var fætter til Bjørnstjerne Bjørnson. Han skrev musikken til flere af Bjørnsons værker, f.eks. skuespillene Sigurd Slembe og Maria Stuart og digtene "Ingerid Sletten af Sillejord", "Killebukken, Lammet mit", "Olav Trygvason", "Der ligger et land mot den evige sne", "Løft ditt hode, du raske gutt!", "Holder du av mig" m.fl. 
I København lærte han Edvard Grieg at kende, og de blev gode venner. Grieg blev smittet af Nordraaks entusiasme for alt som var norsk, og dedikerede senere flere værker til ham. 
Rikard Nordraak døde af tuberkulose i Berlin, kun 23 år gammel. Han blev begravet her, men levningene blev ført til Oslo og gravlagt på Æreslunden på Vår Frelsers gravlund 59 år senere, i 1925. Fremdeles står hans oprinnelige fire meter høje gravmonument i Kreuzberg, Berlin.
En fedtstenstatue af Gustav Vigeland blev rejst i Oslo (dengang Kristiania) i 1911.